# Growth hacking
Las técnicas de crecimiento acelerado (en inglés: Growth Hacking) engloban un conjunto de técnicas utilizadas en mercadotecnia con objeto de adquirir el mayor número de usuarios o clientes al coste más bajo y en el plazo más corto posible. Estas técnicas comenzaron en el contexto de las start-ups o empresas emergentes (principalmente del sector tecnológico), cuyo modelo de negocio se suele basar en el lanzamiento temprano de un producto mínimo viable con crecimientos explosivos, pero sin altos presupuestos iniciales Facebook, Twitter, LinkedIn, Airbnb, Dropbox, Spotify, Udemy y Youtube son compañías que utilizan con mayor o menor éxito las técnicas de crecimiento acelerado. Sin embargo, estas técnicas son cada vez más populares también en empresas no emergentes sino ya consolidadas. Un equipo de crecimiento acelerado está compuesto por expertos en marketing (incluyendo jefes de producto), desarrollo e ingeniería, dedicados principalmente a construir una base inicial de clientes e interactuar con ella. 
Se puede ver como parte del ecosistema de la mercadotecnia en línea (en redes), ya que en muchos casos los growth hackers, perfil con el que se designa a los especialistas en crecimiento acelerado, son eficientes en el uso de técnicas como la optimización en motores de búsqueda, analíticas de sitios web, publicidad en internet y las pruebas A/B, que son tendencias consolidadas. Los growth hackers se centran en alternativas de bajo costo e innovadoras con respecto a la comercialización tradicional, es decir, utilizan los medios sociales y la mercadotecnia viral en lugar de la compra de publicidad a través de medios más tradicionales, como la radio, prensa y televisión.

## Historia
Se señala a Sean Ellis como acuñador del término growth hacker (especialista en crecimiento acelerado) en 2010. En un artículo de su blog publicó la definición del perfil como: “una persona cuyo norte es cierto crecimiento”, refiriéndose a sus conversiones o audiencia, “Todo lo que hacen es analizado por el potencial impacto en su crecimiento escalable”.
Andrew Chen introdujo el término ampliar la audiencia en un blog titulado "Growth Hacker is the new VP Marketing" (el especialista en crecimiento acelerado es el nuevo vicepresidente de mercadotecnia), en el que se define el término y se utiliza la integración del sitio web de reservas AirBnB y el sitio web de clasificados Craigslist como un ejemplo. Escribió que los growth hackers "son un híbrido de mercadotécnico y programador, en busca de la respuesta a la tradicional pregunta: ¿Cómo puedo conseguir clientes para mi producto? y respondiéndola con: pruebas A/B, páginas de aterrizaje (landing pages), el mercadeo viral, entregas de correo electrónico, y Open Graph". En 2012, Aaron Ginn define en TechCrunch un hack de crecimiento como un "modo de pensar sobre datos, creatividad y curiosidad".
En 2013, la segunda edición del "Growth Hackers Conference" se celebró en San Francisco, creado por Gagan Biyani. Se presentaron estrategas de crecimiento de LinkedIn, Twitter y YouTube, entre otros.

## Método
La revista Fast Company ha definido el problema que enfrentan la mayoría de startups como 1.) No tienen el dinero y 2.) No tienen un fondo para mercadotecnia tradicional. Para combatir esta falta de dinero y experiencia, los hackers de crecimiento se acercan al mercadeo con un enfoque en la innovación, la escalabilidad y la conectividad de los usuarios. Sin embargo el growth hacking no separa el diseño del producto y la eficacia del producto de la mercadotecnia. Los growth hackers construyen el crecimiento potencial, del producto incluyendo la adquisición por el usuario, la adopción, la monetización, la retención y la viralidad, en el propio producto. Fast Company utiliza como ejemplo la "Lista de Usuarios sugeridos" del Twitter, afirmando que era el verdadero secreto de Twitter: Se construyó un medio de mercadeo dentro del producto en lugar de construir la infraestructura externa para hacerlo.
Este concepto está compuesto de dos palabras: growth (crecimiento) y hacking (habilidad para programar una solución creativa a un problema mediante la utilización de software). Si se aplica este significado al marketing en línea, se puede definir como una estrategia que ayudará a la empresa a alcanzar sus objetivos mediante el crecimiento. 
Las técnicas empleadas por los growth hackers se basan en la analítica pormenorizada, el estudio de las tendencias y comportamientos del usuario para adaptar su estrategia. De esto modo son capaces de diseñar un producto con un alto potencial de penetración y respuesta por parte del consumidor. Las redes sociales son la herramienta por excelencia en el growth hacking, ya que su accesibilidad es global y no requiere en principio de ninguna inversión, al ser herramientas gratuitas. Gracias a ellas y al análisis de la audiencia crean contenido viral que se propaga rápidamente. Una de las tácticas más comunes en este aspecto es la de realizar concursos en los que el usuario debe compartir una publicación en las redes sociales.
Un growth hacker será el encargado de aumentar el ROI (retorno de la inversión), y optimizar los recursos económicos. Por tanto, para llevar a cabo una estrategia de growth hacking, deberá tener un conocimiento profundo del negocio, el cliente y el funcionamiento del entorno y tecnologías en línea.
Además de Twitter, Facebook, Dropbox, Pinterest, YouTube, Groupon, Reddit e Instagram son todas empresas que utilizaron y siguen utilizando técnicas de growth hacking para construir marcas y mejorar los beneficios.

### Estrategias de growth hacking
Entre las estrategias de growth hacking, podemos destacar tres de ellas. Un growth hacker destaca sobre todo por ser una persona creativa que consigue los objetivos propuestos con el menor gasto de recursos y dinero.
- Mercadeo de contenidos. Esta es la base en la estrategia de crecimiento. Principalmente las empresas llevan a cabo esta estrategia por medio de la creación de un blog. Todo el contenido publicado en el blog debe ser relevante, tanto para el usuario como para Google. De nada sirve crear contenido de calidad para nuestros usuarios si éstos no logran encontrarlo. Por esta razón, la optimización SEO del contenido será tan importante como la calidad del mismo.[21]
- Mercadeo por correo electrónico (en inglés: Email Marketing). Estamos hablando de una estrategia estrella dentro del growth hacking, ya que suele tener un bajo coste para la empresa. Además es un canal que ofrece una personalización para realizar campañas segmentadas a diferentes objetivos y así atraer tráfico a la web y optimizar las conversiones.
- Publicidad Digital. La publicidad digital (SEM), impulsa el crecimiento de nuestro negocio aumentando la visibilidad, atrayendo tráfico web, leads, conversiones y prescripciones de marca.

### Loops
Los growth loops, o "ciclos de crecimiento", son tácticas centradas en la retroalimentación positiva para impulsar el crecimiento continuo de un producto, servicio o empresa. Estos loops se basan en la idea de que cada interacción exitosa con un usuario genera más oportunidades para atraer nuevos usuarios o retener a los existentes. Existen varios tipos de growth loops que se refiere a la acumulación progresiva de beneficios a medida que el proceso de crecimiento se desarrolla. Algunos ejemplos incluyen:
1. Viral Loops (bucles virales):
  - Los usuarios existentes invitan a nuevos usuarios, quienes a su vez invitan a más usuarios, creando una propagación viral del producto.
2. Content Loops (bucles de contenido):
  - Nutre a los usuarios con contenido de calidad, lo cual los mantiene comprometidos, utilizan el producto de manera continua y, a su vez, atraen a otros nuevos.
3. Paid Loops (bucles de pago)
  - Parten de una inversión inicial en SEM, y comienza.
4. Macro Loops (Loops macro)
  - Se trata del loop general donde el resto de loops funcionan de manera conjunta y se retroalimentan.

Estos growth loops buscan capitalizar la inercia del crecimiento, creando un efecto de bola de nieve donde cada interacción positiva contribuye al aumento exponencial de la base de usuarios o clientes.

### Ejemplos degrowth hacking
Un ejemplo temprano de growth hacking fue la inclusión de Hotmail de "PS I Love You" con un enlace para que otros pudieran obtener el servicio gratuito de correo en línea.
También conocidos los dos Growth Hacks de Airbnb. El primero fue cuando Airbnb automatizó el envío de registro de propiedades de su plataforma a CraigList. Esto supuso un gran impulso en el lado de la captación de usuarios. Por otro lado, en el momento que decidieron apostar por mejorar la calidad de las fotografías de las propiedades listadas. Esto supuso un incremento de reservas desde la plataforma.